# Carlotta Zambelli
Carlotta Zambelli (Milano, 4 novembre 1875 – Milano, 28 gennaio 1968) è stata una ballerina italiana.
A parte l'anno passato a San Pietroburgo, ha trascorso tutta la sua carriera a Parigi.

## I primi anni
Nata a Milano, all'età di sette anni inizia a studiare danza classica presso la scuola di ballo del Teatro alla Scala con Cesare Carnesecchi Coppini e Adelaide Viganò. Nell'agosto del 1894, viene scoperta da Pedro Gailhard, direttore dell'Opera di Parigi, che la porta con sé a Parigi insieme all'amica Clotilde Piodi.

## Carriera
Fa il suo debutto all'Opera di Parigi nel 1894 con Faust e trionfa l'anno successivo nel divertimento Hellé, impressionando i parigini con la sua tecnica tipicamente italiana e i suoi fouettés. Quando Rosita Mauri si ritira nel 1898, prende il suo posto, guadagnandosi il titolo di prima ballerina.
È l'ultima straniera a ricoprire il ruolo di prima ballerina al Mariinsky Theatre in San Pietroburgo dove riscuote un grande successo durante l'anno trascorso lì nel 1901, interpretando i ruoli principali in Coppélia, Giselle e Paquita. Ritorna a Parigi dove continua la sua attività di ballerina all'Opéra fino al suo ritiro dalle scene nel 1930. Interpreta i ruoli principali in Namouna (1908), Javotte (1909), España (1911), Sylvia (1919), Taglioni chez Musette (1920) e Cydalise et le Chèvre-pied (1923).
Dopo il ritiro inizia la sua carriera di docente alla scuola di ballo dell'Opèra dove aveva già cominciato ad insegnare nel 1920 e fonda in seguito l'Académie Chaptal. Si ritira dall'insegnamento nel 1955. Tra i suoi studenti di maggior successo troviamo Lycette Darsonval, Yvette Chauviré e Odette Joyeux.
Viene insignita dalla Legion d'onore nel 1956. Muore a Milano nel  1968.